# 沙勒瓦
沙勒瓦（法語：Charlevoix，發音：[ʃaʁləvwa]）是位於魁北克的一個地區。包括聖勞倫斯河北岸和勞倫山脈的加拿大地盾內的區域。沙勒瓦地區的地形起伏變化多樣，在1989年被聯合國教科文組織列入世界生物圈保護區。沙勒瓦這一名稱可以追溯至18世紀。2018年七大工業國組織會議(G7)在此地舉辦。

## 外部連結
- （英文） Official Charlevoix tourism site （页面存档备份，存于）
- （英文） Charlevoix Biosphere Reserve, Canada （页面存档备份，存于）
- （英文） UNESCO Charlevoix Biosphere Reserve Information （页面存档备份，存于）

47°39′N 70°09′W / 47.650°N 70.150°W